# ホンエビ上目
ホンエビ上目（ホンエビじょうもく、学名: Eucarida）は、軟甲綱真軟甲亜綱に分類される一分類群である。エビ上目（エビじょうもく）とも呼ばれる。
甲殻類の中ではフクロエビ上目（学名: Peracarida）に次ぐ大きなグループである。大きなグループたらしめているのは主に十脚目であり、熱帯から極地まで、山間の渓流域から深海まで、種類も生態も多様である。オキアミ目の種類数は十脚目より少ないが、海域によっては盛んに繁殖して膨大な個体数を抱え、周辺地域の生態系の豊かさに大きな影響を与える。アンフィオニデス目を合わせると、特に浅海で種類数と多様性が豊富である。但し完全陸生のもの、他の生物に高度に依存した寄生をするもの、水深5000メートル以深に棲むものは少ないので、生活範囲はフクロエビ上目よりは狭い。
体の大きさは数ミリメートルのものから数十センチメートルのものまで差が大きいが、他の甲殻類の分類群に比べると大型である。特に十脚目にはタカアシガニ、タラバガニ、ヤシガニ、ロブスター等、脚を含めると人間の両手に余るほどの大きさになるものがいる。
体の構造では、背甲が融合して頭部・胸部を覆う「頭胸甲」となることが大きな特徴である。また甲殻類の中では感覚器・神経系・筋肉の発達も著しく、高い運動能力は遊泳や逃走に活かされる。
繁殖形態は卵生で、メスは交尾後に受精卵を産卵する。卵は海中に放出され、子はノープリウス幼生という形態で生まれ、成長しながら数度の変態を経て成体と同じ形態になる。但し十脚目抱卵亜目では、メスが腹肢に受精卵を付着させて保護し、孵化する幼生もノープリウスからさらに進んだゾエア幼生で生まれる。さらに直達発生で親とほぼ同様の形態で生まれる種もおり、これはザリガニ類、カワリヌマエビ属、サワガニ等の完全淡水生種に多く該当する。またオキアミ目の中にも短期間ながら受精卵を抱卵するものがいる。

## 分類
3目が知られるが、アンフィオニデス目は1科1属1種のみの単型、オキアミ目も2科だけである。
- オキアミ目 Euphausiacea
  - ソコオキアミ科 Bentheuphausiidae
    - Bentheuphausia amblyops G.O. Sars, 1885 - 1属1種

  - オキアミ科 Euphausiidae Dana, 1852
- アンフィオニデス目 Amphionidacea
  - アンフィオニデス科 Amphionididae
    - Amphionides reynaudii (H. Milne-Edwards, 1833) - 1科1属1種
- 十脚目（エビ目） Decapoda
  - 根鰓亜目（クルマエビ亜目） Dendrobranchiata
  - 抱卵亜目（エビ亜目） Pleocyemata